# Ущелье Айия-Ирини
Ущелье Айи́я-Ири́ни (греч. Φαράγγι Αγίας Ειρήνης) находится в юго-западной части Крита, в горах Лефка Ори. Начинается ущелье около деревни Айия-Ирини, от которого и получило своё название. Заканчивается ущелье у деревни Суйя, на южном побережье Крита. Длина ущелья 8 км, ширина от 45 до 500 м. Большая частью ущелья покрыта лесами. Есть много крутых обрывистых скал. В 1866 году 1000 женщин и детей бежали в ущелье, спасаясь от турок.

## Туризм
Проход через ущелье от Айия-Ирини до Суйя занимает около 4 часов. Оно доступно круглогодично для пеших прогулок, при условии сохранения хорошей погоды в предыдущие дни. В настоящее время ущелье представляет собой хорошо оборудованный пеший маршрут, удобный для туристов. На протяжении всех 4 км установлены зоны отдыха с питьевой водой.